# Hyzop (roślina)
Hyzop (Hyssopus L.) – rodzaj roślin należący do rodziny jasnotowatych. Należy do niego w zależności od ujęcia od dwóch, 7 do ok. 10 gatunków. Rośliny te rosną w basenie Morza Śródziemnego oraz w Azji Zachodniej i Środkowej. W Polsce jako antropofit zadomowiony jest tylko hyzop lekarski H. officinalis, jedyny gatunek rodzimy w Europie. Nazwa rodzaju pochodzi od biblijnego hyzopu, jest jednak wynikiem pomyłki. Właściwy biblijny hyzop to lebiodka syryjska (Origanum syriacum). Hyzop lekarski uprawiany jest jako roślina ozdobna i użytkowa. Olejki z niego pozyskiwane mają właściwości antyseptyczne i wykorzystywane są w medycynie, stosowane są także w przemyśle perfumeryjnym. Roślina wykorzystywana bywa do aromatyzowania likierów, np. Chartreuse.

## Morfologia

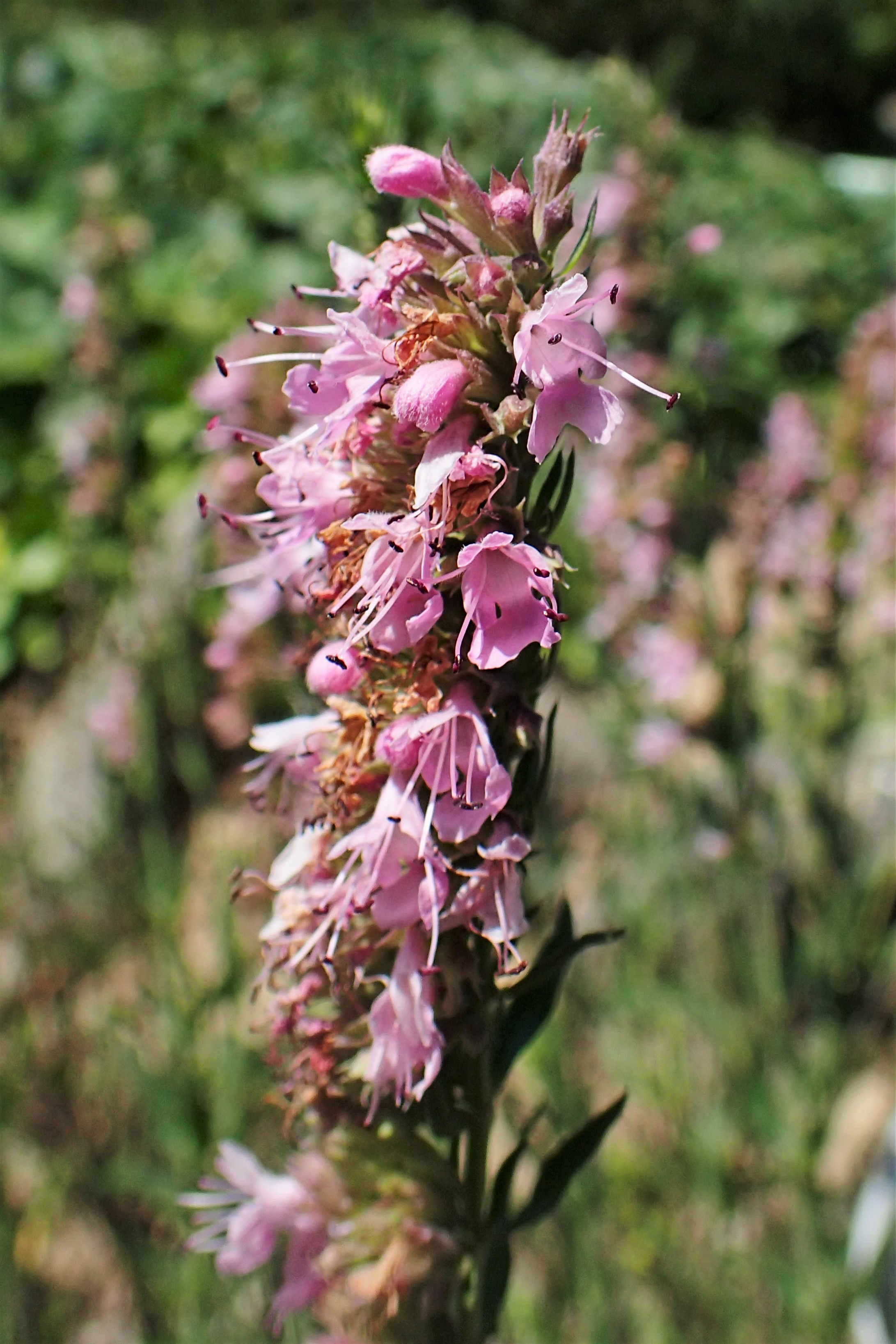
Hyssopus seravschanicus

PokrójByliny i półkrzewy osiągające do 60 cm wysokości.
LiścieUlistnienie nakrzyżległe. Liście aromatyczne, o blaszce równowąskolancetowatej, całobrzegiej.
KwiatyZebrane w nibyokółkach skupionych w szczytowej części pędu, z kwiatami skupionymi jednostronnie na pędzie. Kielich zrosłodziałkowy. Korona niebieskofioletowa, rzadziej biała lub różowa. U nasady zrośnięte płatki tworzą rurkę rozszerzającą się ku gardzieli. Warga górna zakończona jest dwiema łatkami prosto wzniesionymi ku górze, a dolna trzema, z których łatka środkowa jest większa od bocznych. Cztery pręciki w dwóch parach, wystają z rurki korony. Zalążnia złożona z dwóch owocolistków, dwukomorowa, w każdej komorze z dwoma zalążkami. Szyjka słupka pojedyncza, z dwudzielnym znamieniem o równych ramionach.
OwoceCzterodzielne rozłupnie, rozpadające się na cztery pojedyncze rozłupki.

## Systematyka
Pozycja systematyczna
Rodzaj z rodziny jasnotowatych (Lamiaceae Lindl.). W obrębie rodziny zaliczany do podrodziny Nepetoideae, plemienia Mentheae i podplemienia Menthinae. Badania molekularne wskazują jednak (przy braku wyraźnych synapomorfii w budowie morfologicznej) na przynależność tego rodzaju (i kilku innych tradycyjnie włączanych do Menthinae) do podplemienia Nepetinae.
Wykaz gatunków
- Hyssopus ambiguus (Trautv.) Iljin ex Prochorov. & Lebel
- Hyssopus cuspidatus Boriss.
- Hyssopus latilabiatus C.Y.Wu & H.W.Li
- Hyssopus macranthus Boriss.
- Hyssopus officinalis L.  – hyzop lekarski
- Hyssopus seravschanicus (Dubj.) Pazij
- Hyssopus subulifolius (Rech.f.) Rech.f.

## Zastosowanie
Niektóre gatunki są uprawiane jako rośliny lecznicze lub przyprawy kuchenne.